# 施内尔多夫
施内尔多夫是德国巴伐利亚州的一个市镇。总面积51.48平方公里，总人口3480人，其中男性1785人，女性1695人（2011年12月31日），人口密度68人/平方公里。